# Senny Mayulu
Senny Mayulu (ur. 17 maja 2006 w Le Blanc-Mesnil) – francuski piłkarz kongijskiego pochodzenia, występujący na pozycji pomocnika we francuskim klubie Paris Saint-Germain F.C. oraz w reprezentacji Francji U-20.

## Sukcesy

### Paris Saint-Germain F.C.[5]
- Liga Mistrzów UEFA: 2024/2025
- Mistrzostwo Francji: 2023/2024, 2024/2025
- Puchar Francji: 2023/2024, 2024/2025
- Superpuchar Francji: 2024

### Reprezentacyjne[4]
- Mistrzostwa Europy U-19 (2. miejsce): 2024